# Pierrette Bérengier
Pour les articles homonymes, voir Bérengier.
Pierrette Bérengier est une critique littéraire, lexicographe et écrivaine française d'expression provençale.

## Biographie
Née en 1947 à Marseille, Pierrette Bérengier est la fille de François Bérengier (d), poète, et de Marthe Bérengier (d), membre active du Félibrige. Elle a d'abord obtenu une licence en mathématiques, avant d'enseigner cette discipline.
En 1984, elle est élue majorale du Félibrige sur la cigale du Tarn précédemment détenue par André Chamson.
Elle soutient une thèse de 3e cycle en 1985 à l'université de Nice, rédigée et soutenue en provençal, avec le costume traditionnel régional, ce qui constitue une première ; puis toujours à Nice, en 1989, une thèse de doctorat également écrite et présentée dans la langue de Mistral.
Depuis 1969, elle anime un cours de provençal dans le cadre du Comité du Vieux-Marseille. Elle a présidé Lou Prouvençau à l'escolo de 1983 à 1989, et été vice-présidente des Amis d'Alphonse Daudet.
Elle a cofondé l'Association internationale pour l'utilisation des langues régionales à l'école, aujourd'hui disparue, qu'elle a vice-présidée. Elle a aussi été secrétaire territoriale pour la France, puis secrétaire générale de l'Association internationale de défense des langues et cultures menacées, devenue l'Association pour les langues et cultures européennes menacées en 2012. 
Sous son patronyme ou avec les noms de plume « Fino de Parouvié », « Ano de Sant-Amand » et « La Lignoto », elle a collaboré notamment à Prouvènço d'aro, au Provençal, au Méridional et à La France latine.
En 1995, elle figure au jury des jeux floraux de Sceaux.
Elle est membre du Conseil de l'écrit mistralien, fondé en 2006 et qui émane du Félibrige. Elle dirige la collection « Culturo nostro » aux éditions du Félibrige, et participe à la rédaction de la revue Lou Felibrige.
Elle appartient à l'Association internationale d'études occitanes.

## Production intellectuelle et littéraire
En 1981, elle contribue à la brochure collective Li jouine e Frederi Mistral, qui, éditée par le Félibrige et comprenant aussi des textes de Mireille Durand (d), Pierre Fabre, Bernard Giély, Odyle Rio (d) et Pierre Zucchetti (d), défend un point de vue régionaliste.
En 1986, elle publie sa thèse de 3e cycle consacrée aux discours des capouliers lors des fêtes annuelles de la Sainte-Estelle entre 1876 et 1940,. Pour Fernand Moutet, elle dit « l'essentiel » sur le Félibrige, dans un style d'« esprit classique ». En 1994, elle publie la seconde partie de cette étude, couvrant la période allant de 1941 à 1982, et qui reprend sa thèse de doctorat. Jean Fourié y voit le « complément indispensable » de l'Histoire du Félibrige de René Jouveau et loue l'« objectivité » de la chercheuse en dépit de ses liens avec le sujet.
En 2012, elle procure une étude des œuvres provençales d'Alphonse Daudet qui, s'attachant à « montrer l'ancrage authentiquement provençal » de l'écrivain, propose une analyse de ses liens avec le Midi.
Elle s'est également adonnée à de multiples traductions, depuis le français ou le wallon vers le provençal.

## Ouvrages
- Laus d'Andriéu Chamson, Aix-en-Provence, Félibrige, 1985.
- Li Discours de Santo Estello de 1876 à 1940, Marseille, Parlaren, 1986 (BNF 34903390).
- Li Discours di Capoulié à la Santo-Estello (1941-1982), Bras, Parlaren, 1994  (ISBN 2-284-00024-X) (lire en ligne).
- Li Nouvè de Prouvènço, Saint-Martin-de-Valgalgues, Aigo vivo, 2007 (SUDOC 128815221).
- Cousino d'entre mar e Ceveno, Aigo vivo, 2009 (SUDOC 134236122).
- Si man avien tengu d'alo, Paris, L'Aucèu libre, 2010  (ISBN 978-2-917111-062)  — biographie romancée de Jean-Henri Fabre.
- Avec Michèle Delaage, Victor Gelu : l'homme révélé par ses textes, Comité du Vieux-Marseille, 2011 (BNF 42559562).
- Fabri de Peiresc : un seigneur et un sage de Provence, Salinelles, L'Aucèu libre, 2015  (ISBN 978-2-917111-35-2).
- Avec Yves Gourgaud, Antòni Roux, lou felibre de Lunèl-Vièl : biougrafìo e estùdi literàri, Aigues-Mortes, Resson dóu nostre, 2019 (SUDOC 248204637).

### Éditions et traductions
- Éd. et trad. en provençal d'Alphonse Daudet (préf. Marie-Thérèse Jouveau), Lou Tresor d'Arlatan, Saint-Alban-Auriolles, Les Amis de Daudet, 1978 (BNF 34671063) (lire en ligne).
- Trad. Cheli Duran Ryan (ill. Arnold Lobel), La Niuechado d'Ildilid, Orange, Grandir, 1986  (ISBN 2-904292-23-3).
- Trad. du wallon de Vuei jougan Othello, Liège, Association  internationale pour l'utilisation des langues régionales à l'école, 1988.
- Éd. avec René Jouveau de Frédéric Mistral, Textes politiques, Marseille, Prouvènço d'aro, 1989 (BNF 35002510) (lire en ligne).
- Trad. du wallon de Conte dis Ardeno, Association  internationale pour l'utilisation des langues régionales à l'école, 1990 (lire en ligne).
- Trad. du picard de Jean Rivart, Istòri de Jimmy, Marseille, Prouvènço d'aro, 2002  (ISBN 2-911643-13-5).
- Trad. avec Yves Gourgaud de Clovis Hugues, Escri souciau, Saint-Martin-de-Valgalgues, Aigo vivo, 2007 (SUDOC 131788140).
- Trad. avec Laurent Faggionato (d) et Yves Gourgaud de la Divino Liturgìo de sant Jan Crisoustome, Lectoure, monastère Saint-Gény, 2008.
- Trad. avec Yves Gourgaud depuis le wallon de Jean-Luc Fauconnier (ill. Jacques Raes), Fabletouno, Charleroi, MicRomania, 2011  (ISBN 978-2-930364-53-7).
- Trad. d'Antoine de Saint-Exupéry, Lou Princihoun, Neckarsteinach, Tintenfass, 2011  (ISBN 978-3-937467-91-7).
- Éd. d'Alphonse Daudet, Œuvres provençales, suivi de Daudet provençal, L'Aucèu libre, 2012  (ISBN 978-2-917111-14-7).
- Trad. de Vint-e-dous saume en lengo prouvençalo, Alès, Aigo vivo, 2013 (SUDOC 172415780).
- Trad. d'André Chamson, L'Egoual, Lanmeur, Les Régionalismes, 2025.

## Prix
- Médaille de bronze de Florian 1984[21].
- Prix Bruno-Durand de l'Académie des sciences, agriculture, arts et belles-lettres d'Aix 1986[1].
- Prix Amphous de l'Académie de Marseille 1988[1].
- Grand prix littéraire de Provence 1994[1].